# Манчук, Валерий Тимофеевич
Валерий Тимофеевич Манчук (7 июня 1941 года, с. Абан Красноярского края РФ) — советский и российский врач-педиатр член-корреспондент РАМН (2000), член - корреспондент РАН (2014), доктор медицинских наук, профессор, заслуженный деятель науки Российской Федерации (2010) , Заслуженный деятель науки Сибирского отделения РАН (2021)
После окончания Красноярского государственного медицинского института работал врачом-педиатром Рыбинской районной больницы (Красноярский край). С 1967 года начинает свои научные исследования в области педиатрии. В 1974 году В. Т. Манчук защитил кандидатскую диссертацию на тему: «Некоторые особенности углеводного обмена у новорожденных детей, матери которых заняты в производстве антибиотиков».
С организацией в 1976 году научно-исследовательского института медицинских проблем Севера Сибирского филиала Академии медицинских наук СССР, В. Т. Манчук был приглашен туда на должность руководителя клинического отделения новорожденных детей. Он принимает непосредственное активное участие в разработке и реализации государственных долгосрочных научных программ: «Север-экология человека», «Здоровье населения Сибири», «Здоровье населения Красноярского края», "Дети Севера, «Пятилетка здоровья Норильского промышленного района». Выполнение этих программ позволило получить новые фундаментальные данные по формированию здоровья детского и взрослого населения, проживающего в экстремальных экологических условиях северных территорий страны.
Результаты исследования особенностей клинико-метаболической адаптации новорожденных детей различных этнических групп малочисленных народов Севера и пришлого населения при воздействии на организм экстремальных факторов высоких северных широт легли в основу защищенной в 1990 году докторской диссертации: «Клинико-метаболические особенности адаптации новорожденных детей в экологических условиях Крайнего Севера».
Валерием Тимофеевичем Манчуком создано научное направление и крупная научная школа по изучению влияния экологических факторов Севера на организм детей от момента его рождения до подросткового возраста. Полученные им лично и его многочисленными учениками фундаментальные данные о характеристике углеводного и липидного метаболизма у детей в онтогенезе в норме и при различных формах патологии детского возраста, о распространенности неинфекционных заболеваний среди коренного и пришлого населения Крайнего Севера и Сибири, о состоянии внутриклеточного обмена в клетках иммунной системы у детей в условиях Севера, о влиянии дефицита йода в окружающей среде на развитие детского организма и становление ведущих функциональных систем организма, имеют большое значение не только для науки, но и для практического здравоохранения, так как использованы для разработки методических подходов для прогнозирования здоровья и раннего выявления формирующейся патологии у детского населения.
Автор 21 монографии, 740 печатных работ, Под его редакцией издано 32 научных сборника.
Один из ведущих ученых Сибири в области педиатрии. Он является членом Президиума СО РАМН, членом исполкома Союза педиатров России, возглавляет Проблемную комиссию № 55.16 «Охрана здоровья коренных и малочисленных народов Сибири и Севера» Научного Совета № 55 РАМН, членом общественного Совета при Законодательном собрании Красноярского края, членом специализированного Совета по защите докторских и кандидатских диссертаций при КрасГМУ, эксперт Красноярского краевого фонда науки, членом редакционного Совета нескольких рецензируемых журналов. Под его научным руководством подготовлено и защищено 13 докторских и 32 кандидатских диссертаций.
За вклад в развитие медицинской науки и охрану здоровья населения Сибири и Крайнего Севера Валерий Тимофеевич награждён «Орденом Дружбы» (2006 г.), медалью «За строительство и освоение Байкало-Амурской магистрали» (1986 г.), значком «Отличник здравоохранения» (1981 г.), «Орденом Н. И. Пирогова» европейской ассоциации врачей (2008 г.), знаком «Герб города Красноярска», золотой и серебряной медалями ВДНХ, почётными грамотами Российской академии медицинских наук. В августе 2010 года ему присвоено почётное звание «Заслуженный деятель науки Российской Федерации».